# 戈龍戈薩區
18°41′S 34°04′E / 18.683°S 34.067°E

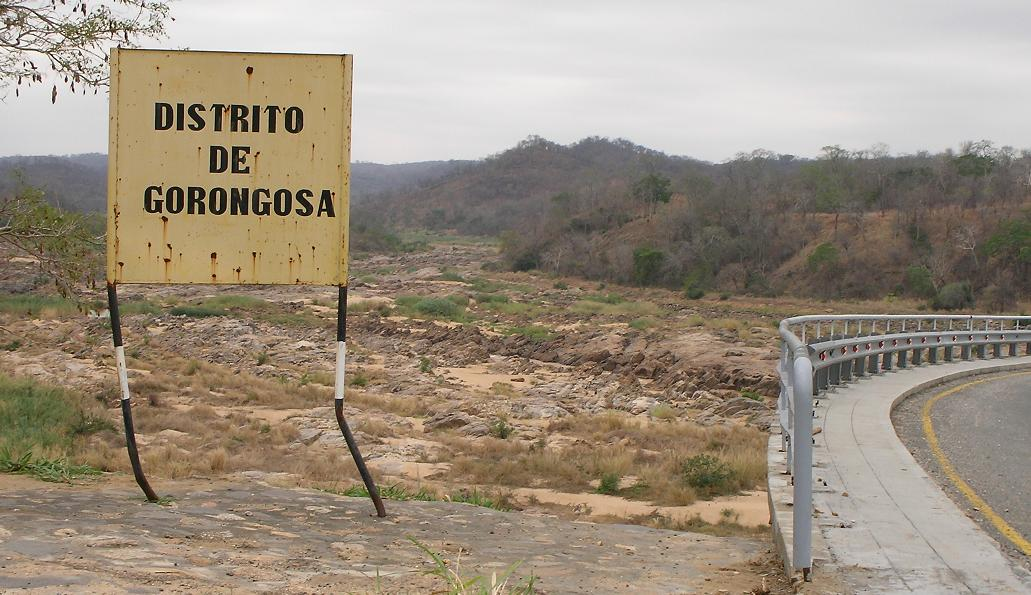

戈龍戈薩區（葡萄牙語：Gorongosa），是莫桑比克的行政區，位於該國中東部，由索法拉省負責管轄，首府設於戈龍戈薩，面積6,722平方公里，2007年人口116,912，人口密度每平方公里17人。